# Championnats d'Europe d'athlétisme 2024
Navigation
Les 26es Championnats d'Europe d'athlétisme se déroulent du 7 au 12 juin 2024 à Rome, en Italie, au sein du Stade olympique.

## Organisation

### Sélection de la ville hôte
La ville de Rome est désignée ville hôte des championnats d'Europe 2024 le 10 novembre 2020 à l'issue d'un conseil de l’Association européenne d'athlétisme. C’est la troisième fois que l’Italie organise cet événement, la seconde pour Rome, cinquante ans après l'édition de 1974. La capitale italienne est préférée à la ville de Katowice en Pologne.

### Sites des compétitions

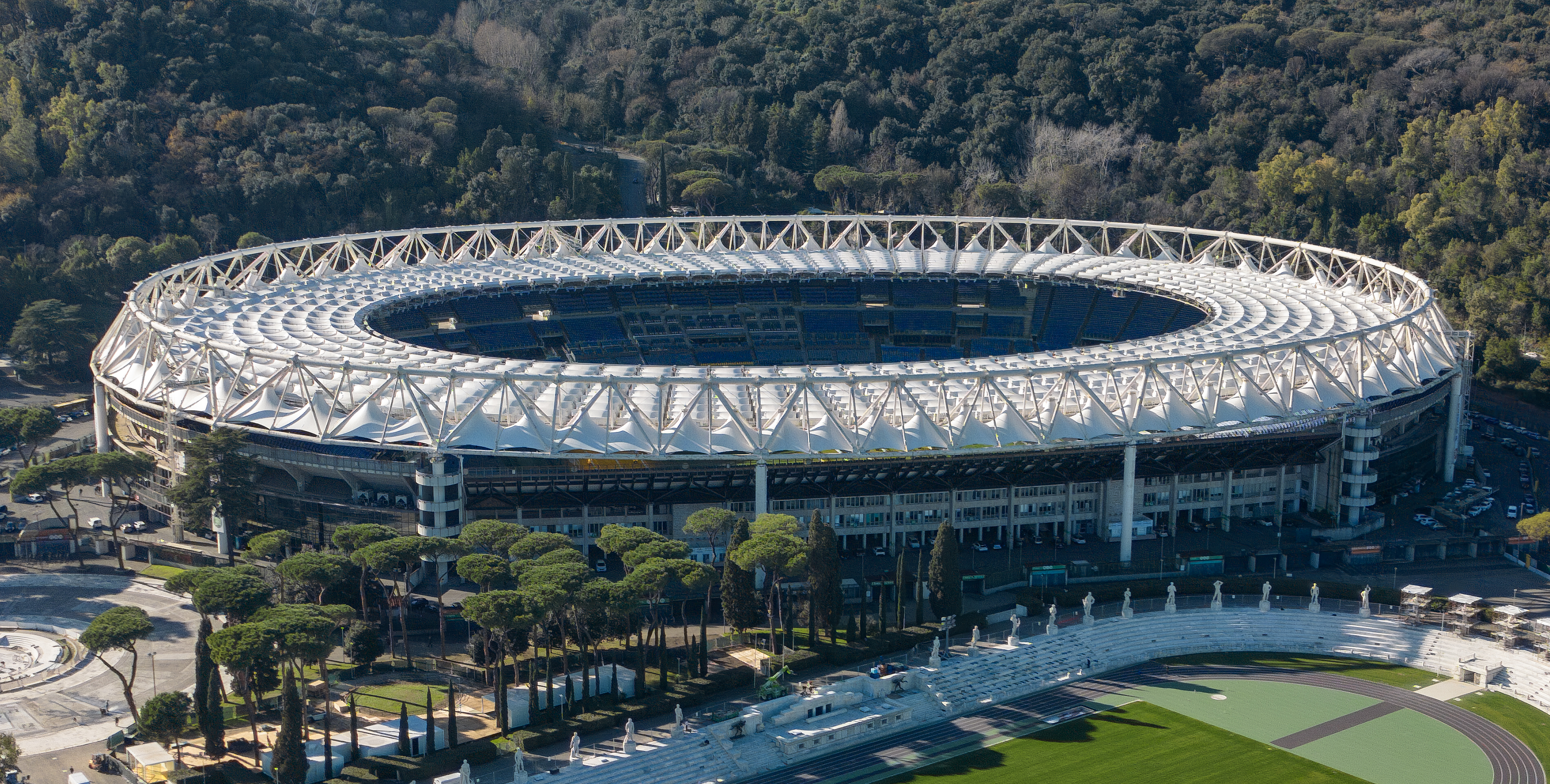
Le Stade olympique de Rome en 2024.

Les épreuves sur piste et les concours se déroulent au sein du Stade olympique de Rome qui avait également accueilli parmi les grandes compétitions internationales majeures les Jeux olympiques de 1960, les championnats d'Europe de 1974 et les championnats du monde de 1987. Le meeting Ligue de diamant du Golden Gala se déroule également chaque année dans ce stade.
L'enceinte, utilisée par les deux grands clubs de football de la capitale italienne : la Lazio et l'AS Rome, a une capacité d'environ 72 000 spectateurs.
Le semi-marathon et le 20 km marche ont lieu dans les rues de Rome mais pour la première fois depuis 2006, l'arrivée des épreuves sur route des championnats d'Europe se situe au sein du stade d'athlétisme,.
Les qualifications du lancer du poids masculin et féminin se déroulent dans des lieux historiques de la ville.

### Épreuves
23 épreuves masculines, 23 épreuves féminines et une épreuve mixte figurent au programme de ces championnats d'Europe d'athlétisme, le relais 4 × 400 m mixte étant disputé pour la première fois dans l'histoire de cette compétition.
2024 étant une année olympique, le marathon est remplacé par le semi-marathon, qui donne lieu à l'attribution de médailles individuelles et par équipes. Par ailleurs, contrairement aux précédentes éditions, le 20 km marche est la seule épreuve de marche athlétique figurant au programme.

### Calendrier
Les compétitions se déroulent du 7 au 12 juin 2024.
| Dates  | 7 juin                                                             | 8 juin                                                            | 9 juin                                                                              | 10 juin                                                  | 11 juin                                                             | 12 juin                                                                                           |
| ------ | ------------------------------------------------------------------ | ----------------------------------------------------------------- | ----------------------------------------------------------------------------------- | -------------------------------------------------------- | ------------------------------------------------------------------- | ------------------------------------------------------------------------------------------------- |
| Hommes | - lancer du poids - lancer du disque                               | - 100 m - 5 000 m - 110 m haies - saut en longueur - 20 km marche | - 800 m - lancer du marteau - semi-marathon                                         | - 200 m - 400 m - 3 000 m steeple - décathlon (1er jour) | - 400 m haies - saut en hauteur - triple saut - décathlon (2e jour) | - 1 500 m - 10 000 m - saut à la perche - lancer du javelot - relais 4 × 100 m - relais 4 × 400 m |
| Femmes | - 5 000 m - lancer du poids - 20 km marche - heptathlon (1er jour) | - 100 m haies - lancer du disque - heptathlon (2e jour)           | - 100 m - 1 500 m - 3 000 m steeple - saut en hauteur - triple saut - semi-marathon | - 400 m - saut à la perche - lancer du marteau           | - 200 m - 10 000 m - 400 m haies - lancer du javelot                | - 800 m - saut en longueur - relais 4 × 100 m - relais 4 × 400 m                                  |
| Mixte  | - relais 4 × 400 m mixte                                           |                                                                   |                                                                                     |                                                          |                                                                     |                                                                                                   |

## Compétition

### Critères de qualification
La période de qualification s'étend du 27 novembre 2022 jusqu'au 26 mai 2024 pour le semi-marathon, le 10 000 m, le 20 km marche et les épreuves combinées, et du 1er janvier 2023 au 26 mai 2024 pour les épreuves de relais. Pour les autres épreuves, la période de qualification est comprise entre le 27 mai 2023 et le 26 mai 2024. Les minima de qualification et le quota d'athlètes figurent dans le tableau ci-dessous.
| Épreuve                | Hommes     | Hommes                                          | Femmes     | Femmes                                           |
| Épreuve                | Quota      | Minima                                          | Quota      | Minima                                           |
| ---------------------- | ---------- | ----------------------------------------------- | ---------- | ------------------------------------------------ |
| 100 m                  | 36         | 10 s 16                                         | 36         | 11 s 24                                          |
| 200 m                  | 36         | 20 s 45                                         | 36         | 23 s 00                                          |
| 400 m                  | 36         | 45 s 40                                         | 36         | 51 s 50                                          |
| 800 m                  | 32         | 1 min 45 s 20                                   | 32         | 2 min 0 s 00                                     |
| 1 500 m                | 30         | 3 min 36 s 00                                   | 30         | 4 min 5 s 00                                     |
| 5 000 m                | 25         | 13 min 20 s 00                                  | 25         | 15 min 15 s 00                                   |
| 10 000 m               | 54         | 28 min 20 s 00                                  | 54         | 33 min 0 s 00                                    |
| Semi-marathon          | 60         | 1 h 1 min 40 s (ou 2 h 11 min 0 s sur marathon) | 60         | 1 h 10 min 30 s (ou 2 h 29 min 0 s sur marathon) |
| 3 000 m steeple        | 34         | 8 min 25 s 00                                   | 34         | 9 min 37 s 00                                    |
| 110 / 100 m haies      | 36         | 13 s 46                                         | 36         | 12 s 98                                          |
| 400 m haies            | 36         | 49 s 30                                         | 36         | 55 s 70                                          |
| 20 km marche           | 35         | 1 h 21 min 30 s                                 | 35         | 1 h 31 min 40 s                                  |
| Saut en hauteur        | 30         | 2,26 m                                          | 30         | 1,92 m                                           |
| Saut à la perche       | 30         | 5,75 m                                          | 30         | 4,50 m                                           |
| Saut en longueur       | 30         | 8,00 m                                          | 30         | 6,70 m                                           |
| Triple saut            | 30         | 16,80 m                                         | 30         | 14,15 m                                          |
| Lancer du poids        | 30         | 20,85 m                                         | 30         | 18,00 m                                          |
| Lancer du disque       | 30         | 65,20 m                                         | 30         | 60,50 m                                          |
| Lancer du marteau      | 30         | 76,50 m                                         | 30         | 71,20 m                                          |
| Lancer du javelot      | 30         | 83,00 m                                         | 30         | 60,00 m                                          |
| Décathlon / Heptathlon | 24         | 8 200 pts                                       | 24         | 6 300 pts                                        |
| Relais 4 × 100 m       | 16 équipes | NC                                              | 16 équipes | NC                                               |
| Relais 4 × 400 m       | 16 équipes | NC                                              | 16 équipes | NC                                               |
| Relais 4 × 400 m mixte | 8 équipes  | 8 équipes                                       | 8 équipes  | 8 équipes                                        |

### Participation
Le 31 mai 2024, l'Association européenne d'athlétisme publie la liste des engagés, soit 1 560 athlètes (799 hommes et 761 femmes), issus de 48 nations,.
En raison d’une erreur administrative de la part de la Fédération française d'athlétisme, les athlètes Azeddine Habz (1 500 m) et Simon Bédard (10 000 m), n'ont pas été inscrits et ne peuvent participer à ces championnats d'Europe,. L'Association européenne d'athlétisme, qui refusait dans un premier temps de réintégrer ces deux athlètes dans ses listes d'engagés, revient sur sa décision le 3 juin et les autorise à participer à ces championnats.

## Podiums

### Hommes
| Épreuves                  | Or | Argent | Bronze |
| ------------------------- | --- | --- | --- |
| 100 m (+0,7 m/s)          | Marcell Jacobs 10 s 02 (SB) | Chituru Ali 10 s 05 (PB) | Romell Glave 10 s 06 |
| 200 m                     | Timothé Mumenthaler 20 s 28 | Filippo Tortu 20 s 41 | William Reais 20 s 47 |
| 400 m                     | Alexander Doom 44 s 15 (CR) | Charles Dobson 44 s 38 (PB)                                                                                                  | Liemarvin Bonevacia 44 s 88 (PB) |
| 800 m                     | Gabriel Tual 1 min 44 s 87 | Mohamed Attaoui 1 min 45 s 20                                                                                                | Cătălin Tecuceanu 1 min 45 s 40 |
| 1 500 m                   | Jakob Ingebrigtsen 3 min 31 s 95 (CR) | Jochem Vermeulen 3 min 33 s 30 (PB)                                                                                          | Pietro Arese 3 min 33 s 34 |
| 5 000 m                   | Jakob Ingebrigtsen 13 min 20 s 11 (SB) | George Mills 13 min 21 s 38                                                                                                  | Dominic Lokinyomo Lobalu 13 min 21 s 61 |
| 10 000 m                  | Dominic Lokinyomo Lobalu 28 min 0 s 32 | Yann Schrub 28 min 0 s 48 (SB)                                                                                               | Thierry Ndikumwenayo 28 min 0 s 96 |
| Semi-marathon             | Yemaneberhan Crippa 1 h 1 min 3 s (CR) | Pietro Riva 1 h 1 min 4 s (SB)                                                                                               | Amanal Petros 1 h 1 min 7 s |
| Semi-marathon par équipes | Italie- Yemaneberhan Crippa - Pietro Riva - Pasquale Selvarolo 3 h 3 min 34 s                                                                                   | Israël- Maru Teferi - Gashau Ayale - Girmaw Amare 3 h 4 min 9 s                                                              | Allemagne- Amanal Petros - Samuel Sibhatu - Filimon Abraham 3 h 5 min 33 s                                                                   |
| 110 m haies (+0,6 m/s)    | Lorenzo Simonelli 13 s 05 (NR) | Enrique Llopis 13 s 16 (PB)                                                                                                  | Jason Joseph 13 s 43 |
| 400 mètres haies          | Karsten Warholm 46 s 98 (CR) | Alessandro Sibilio 47 s 50 (NR)                                                                                              | Carl Bengtström 47 s 94 (NR) |
| 3 000 m steeple           | Alexis Miellet 8 min 14 s 01 (SB) | Djilali Bedrani 8 min 14 s 36                                                                                                | Karl Bebendorf 8 min 14 s 41 (SB) |
| 20 km marche              | Perseus Karlström 1 h 19 min 13 s | Paul McGrath 1 h 19 min 31 s                                                                                                 | Francesco Fortunato 1 h 19 min 54 s (SB) |
| 4 × 100 m                 | Italie- Marcell Jacobs - Matteo Melluzzo - Lorenzo Patta - Filippo Tortu 37 s 82 (EL) Participation aux séries- Roberto Rigali - Lorenzo Simonelli              | Pays-Bas- Elvis Afrifa - Taymir Burnet - Nsikak Ekpo - Xavi Mo-Ajok 38 s 46                                                  | Allemagne- Deniz Almas - Owen Ansah - Lucas Ansah-Peprah - Kevin Kranz 38 s 52                                                               |
| 4 × 400 m                 | Belgique- Jonathan Sacoor - Robin Vanderbemden - Dylan Borlée - Alexander Doom 2 min 59 s 84 (EL) Participation aux séries- Florent Mabille - Christian Iguacel | Italie- Luca Sito - Vladimir Aceti - Riccardo Meli - Edoardo Scotti 3 min 0 s 81 (SB) Participation aux séries- Brayan Lopez | Allemagne- Manuel Sanders - Jean Paul Bredau - Marc Koch - Emil Agyekum 3 min 0 s 82 (SB) Participation aux séries- Lukas Krappe Tyrel Prenz |
| Saut en hauteur           | Gianmarco Tamberi 2,37 m (CR, WL) | Vladyslav Lavskyy 2,29 m (PB)                                                                                                | Oleh Dorochtchouk 2,26 m |
| Saut à la perche          | Armand Duplantis 6,10 m (CR) | Emmanouíl Karalís 5,87 m (PB)                                                                                                | Ersu Şaşma Oleg Zernikel 5,82 m (SB) |
| Saut en longueur          | Miltiádis Tedóglou 8,65 m (CR) | Mattia Furlani 8,38 m (WU20R)                                                                                                | Simon Ehammer 8,31 m |
| Triple saut               | Jordan Díaz 18,18 m (CR) | Pedro Pichardo 18,04 m (NR)                                                                                                  | Thomas Gogois 17,38 (PB) |
| Lancer du poids           | Leonardo Fabbri 22,45 m (CR) | Filip Mihaljević 21,20 m | Michał Haratyk 20,94 m (SB) |
| Lancer du disque          | Kristjan Čeh 68,08 m | Lukas Weißhaidinger 67,70 m                                                                                                  | Mykolas Alekna 67,48 m |
| Lancer du marteau         | Wojciech Nowicki 80,95 m (SB) | Bence Halász 80,49 m (SB) | Mykhaylo Kokhan 80,18 m |
| Lancer du javelot         | Jakub Vadlejch 88,65 m (SB) | Julian Weber 85,94 m | Oliver Helander 85,75 m (SB) |
| Décathlon                 | Johannes Erm 8 764 pts | Sander Skotheim 8 635 pts (SB)                                                                                               | Makenson Gletty 8 606 pts (PB) |

### Femmes
| Épreuves                    | Or | Argent | Bronze |
| --------------------------- | --- | --- | --- |
| 100 m (+0,7 m/s)            | Dina Asher-Smith 10 s 99 | Ewa Swoboda 11 s 03 | Zaynab Dosso 11 s 03 |
| 200 m (+0,7 m/s)            | Mujinga Kambundji 22 s 49 (SB) | Daryll Neita 22 s 50 (SB) | Hélène Parisot 22 s 63 (PB) |
| 400 m                       | Natalia Kaczmarek 48 s 98 (NR) | Rhasidat Adeleke 49 s 07 (NR) | Lieke Klaver 50 s 08 (SB) |
| 800 m                       | Keely Hodgkinson 1 min 58 s 65 | Gabriela Gajanová 1 min 58 s 79 (SB)                                                                                                  | Anaïs Bourgoin 1 min 59 s 30 |
| 1 500 m                     | Ciara Mageean 4 min 4 s 66 | Georgia Bell 4 min 5 s 33 | Agathe Guillemot 4 min 5 s 69 |
| 5 000 m                     | Nadia Battocletti 14 min 35 s 29 (CR, NR) | Karoline Bjerkeli Grøvdal 14 min 38 s 62 (PB)                                                                                         | Marta García 14 min 44 s 04 (NR) |
| 10 000 m                    | Nadia Battocletti 30 min 51 s 32 (NR) | Diane van Es 30 min 57 s 24 (PB) | Megan Keith 31 min 4 s 77 |
| Semi-marathon               | Karoline Bjerkeli Grøvdal 1 h 8 min 9 s (CR) | Joan Chelimo 1 h 8 min 55 s (SB) | Calli Hauger-Thackery 1 h 8 min 58 s |
| Semi-marathon par équipes   | Royaume-Uni- Calli Hauger-Thackery - Abbie Donnely - Clara Evans 3 h 29 min 1 s                                                                                                   | Allemagne- Melat Yisak Kejeta - Domenika Mayer - Esther Pfeiffer 3 h 31 min 59 s                                                      | Espagne- Laura Luengo - Esther Navarrete - Fatima Ouhaddou Nafie 3 h 33 min 16 s                                                           |
| 100 mètres haies (+0,8 m/s) | Cyréna Samba-Mayela 12 s 31 (CR, NR, WL) | Ditaji Kambundji 12 s 40 (NR) | Pia Skrzyszowska 12 s 42 (PB) |
| 400 mètres haies            | Femke Bol 52 s 49 (CR) | Louise Maraval 54 s 23 (PB) | Cathelijn Peeters 54 s 37 |
| 3 000 m steeple             | Alice Finot 9 min 16 s 22 (EL) | Gesa Felicitas Krause 9 min 18 s 06                                                                                                   | Elizabeth Bird 9 min 18 s 39 (SB) |
| 20 km marche                | Antonella Palmisano 1 h 28 min 9 s | Valentina Trapletti 1 h 28 min 37 s (PB)                                                                                              | Lyudmyla Olyanovska 1 h 28 min 48 s (SB)                                                                                                   |
| 4 × 100 m                   | Grande-Bretagne- Dina Asher-Smith - Desirèe Henry - Amy Hunt - Daryll Neita 41 s 91 (EL) Participation aux séries- Asha Philip                                                    | France- Orlann Oliere - Gémima Joseph - Hélène Parisot - Sarah Richard-Mingas 42 s 15 (SB) Participation aux séries- Maroussia Paré   | Pays-Bas- Nadine Visser - Marije van Hunenstijn - Minke Bisschops - Tasa Jiya 42 s 46                                                      |
| 4 × 400 m                   | Pays-Bas- Lieke Klaver - Cathelijn Peeters - Lisanne de Witte - Femke Bol 3 min 22 s 39 (EL) Participation aux séries- Eveline Saalberg - Anne van de Wiel - Myrte van der Schoot | Irlande- Sophie Becker - Rhasidat Adeleke - Phil Healy - Sharlene Mawdsley 3 min 22 s 71 (NR) Participation aux séries- Lauren Cadden | Belgique- Naomi Van Den Broeck - Imke Vervaet - Cynthia Bolingo - Helena Ponette 3 min 22 s 95 (SB) Participation aux séries- Camille Laus |
| Saut en hauteur             | Yaroslava Mahuchikh 2,01 m | Angelina Topić 1,97 m | Iryna Gerashchenko 1,95 m (=SB) |
| Saut à la perche            | Angelica Moser 4,78 m (=NR) | Ekateríni Stefanídi 4,73 m (SB) | Molly Caudery 4,73 m |
| Saut en longueur            | Malaika Mihambo 7,22 m (WL) | Larissa Iapichino 6,94 m (EU23L) | Agate de Sousa 6,91 m (SB) |
| Triple saut                 | Ana Peleteiro-Compaoré 14,85 m (=EL) | Tuğba Danışmaz 14,57 m (NR) | Ilionis Guillaume 14,43 m (PB) |
| Lancer du poids             | Jessica Schilder 18,77 m | Jorinde van Klinken 18,67 m (SB) | Yemisi Ogunleye 18,62 m |
| Lancer du disque            | Sandra Perković Elkasević 67,04 m (SB) | Jorinde van Klinken 65,99 m (SB) | Liliana Cá 64,53 m |
| Lancer du marteau           | Sara Fantini 74,18 m (SB) | Anita Włodarczyk 72,92 m (SB) | Rose Loga 72,68 m (PB) |
| Lancer du javelot           | Victoria Hudson 64,62 m | Adriana Vilagoš 64,42 m (NR) | Marie-Therese Obst 63,50 m (PB) |
| Heptathlon                  | Nafissatou Thiam 6 848 pts (CR) | Auriana Lazraq-Khlass 6 635 pts (PB)                                                                                                  | Noor Vidts 6 596 pts (PB) |

### Mixte
| Épreuves  | Or | Argent                                                                                 | Bronze                                                                                      |
| --------- | --- | -------------------------------------------------------------------------------------- | ------------------------------------------------------------------------------------------- |
| 4 × 400 m | Irlande- Christopher O'Donnell - Rhasidat Adeleke - Thomas Barr - Sharlene Mawdsley 3 min 9 s 92 (CR) | Italie- Luca Sito - Anna Polinari - Edoardo Scotti - Alice Mangione 3 min 10 s 69 (NR) | Pays-Bas- Liemarvin Bonevacia - Lieke Klaver - Isaya Klein Ikkink - Femke Bol 3 min 10 s 73 |

## Finalistes

### 100 m
| Rang | Pays        | Athlète        | Temps        |
| ---- | ----------- | -------------- | ------------ |
| 1    | Italie      | Marcell Jacobs | 10 s 02 (SB) |
| 2    | Italie      | Chituru Ali    | 10 s 05 (PB) |
| 3    | Royaume-Uni | Romell Glave   | 10 s 06      |
| 4    | Suède       | Henrik Larsson | 10 s 16      |
| 5    | Allemagne   | Owen Ansah     | 10 s 17      |
| 6    | Espagne     | Guillem Crespí | 10 s 18 (PB) |
| 7    | Danemark    | Simon Hansen   | 10 s 19 (PB) |
| 8    | France      | Pablo Matéo    | 10 s 22      |

| Rang | Pays        | Athlète                | Temps   |
| ---- | ----------- | ---------------------- | ------- |
| 1    | Royaume-Uni | Dina Asher-Smith       | 10 s 99 |
| 2    | Pologne     | Ewa Swoboda            | 11 s 03 |
| 3    | Italie      | Zaynab Dosso           | 11 s 03 |
| 4    | Luxembourg  | Patrizia van der Weken | 11 s 04 |
| 5    | Allemagne   | Gina Lückenkemper      | 11 s 07 |
| 6    | France      | Gémima Joseph          | 11 s 08 |
| 7    | Royaume-Uni | Amy Hunt               | 11 s 15 |
| 8    | Suisse      | Mujinga Kambundji      | 11 s 15 |

### 200 m
| Rang | Pays      | Athlète             | Temps           |
| ---- | --------- | ------------------- | --------------- |
| 1    | Suisse    | Timothé Mumenthaler | 20 s 28 (EU23L) |
| 2    | Italie    | Filippo Tortu       | 20 s 41         |
| 3    | Suisse    | William Reais       | 20 s 47         |
| 4    | Suède     | Erik Erlandsson     | 20 s 57         |
| 5    | Italie    | Eseosa Desalu       | 20 s 59         |
| 6    | Tchéquie  | Tomáš Nĕmejc        | 20 s 91         |
| 7    | Israël    | Blessing Afrifah    | 20 s 97         |
| -    | France    | Pablo Matéo         | DSQ             |
| -    | Allemagne | Joshua Hartmann     | DSQ             |

| Rang | Pays        | Athlète                | Temps        |
| ---- | ----------- | ---------------------- | ------------ |
| 1    | Suisse      | Mujinga Kambundji      | 22 s 49 (SB) |
| 2    | Royaume-Uni | Daryll Neita           | 22 s 50 (SB) |
| 3    | France      | Hélène Parisot         | 22 s 63 (PB) |
| 4    | Norvège     | Henriette Jæger        | 22 s 83      |
| 5    | Pays-Bas    | Tasa Jiya              | 22 s 90      |
| 6    | Suède       | Julia Henriksson       | 22 s 91      |
| 7    | Espagne     | Jaël Bestué            | 22 s 93      |
| 8    | Grèce       | Polyniki Emmanouilidou | 23 s 01      |

### 400 m
| Rang | Pays        | Athlète             | Temps        |
| ---- | ----------- | ------------------- | ------------ |
| 1    | Belgique    | Alexander Doom      | 44 s 15 (CR) |
| 2    | Royaume-Uni | Charles Dobson      | 44 s 38 (PB) |
| 3    | Pays-Bas    | Liemarvin Bonevacia | 44 s 88      |
| 4    | Belgique    | Jonathan Sacoor     | 44 s 98 (PB) |
| 5    | Italie      | Luca Sito           | 45 s 04      |
| 6    | Hongrie     | Attila Molnár       | 45 s 07      |
| 7    | Allemagne   | Jean Paul Bredau    | 45 s 11      |
| 8    | Suisse      | Lionel Spitz        | 45 s 69      |

| Rang | Pays        | Athlète              | Temps            |
| ---- | ----------- | -------------------- | ---------------- |
| 1    | Pologne     | Natalia Kaczmarek    | 48 s 98 (EL, NR) |
| 2    | Irlande     | Rhasidat Adeleke     | 49 s 07 (NR)     |
| 3    | Pays-Bas    | Lieke Klaver         | 50 s 08 (SB)     |
| 4    | Tchéquie    | Lurdes Gloria Manuel | 50 s 52 (PB)     |
| 5    | Roumanie    | Andrea Miklós        | 50 s 71 (SB)     |
| 6    | Royaume-Uni | Laviai Nielsen       | 50 s 71 (PB)     |
| 7    | Autriche    | Susanne Gogl-Walli   | 51 s 23          |
| 8    | Irlande     | Sharlene Mawdsley    | 51 s 59          |

### 800 m
| Rang | Pays        | Athlète           | Temps         |
| ---- | ----------- | ----------------- | ------------- |
| 1    | France      | Gabriel Tual      | 1 min 44 s 87 |
| 2    | Espagne     | Mohamed Attaoui   | 1 min 45 s 20 |
| 3    | Italie      | Cătălin Tecuceanu | 1 min 45 s 40 |
| 4    | Espagne     | Álvaro de Arriba  | 1 min 45 s 64 |
| 5    | Suède       | Andreas Kramer    | 1 min 45 s 70 |
| 6    | Espagne     | Adrián Ben        | 1 min 46 s 54 |
| 7    | Royaume-Uni | Elliot Giles      | 1 min 47 s 06 |
| 8    | Norvège     | Ole Jakob Solbu   | 1 min 51 s 33 |

| Rang | Pays        | Athlète           | Temps              |
| ---- | ----------- | ----------------- | ------------------ |
| 1    | Royaume-Uni | Keely Hodgkinson  | 1 min 58 s 65      |
| 2    | Slovaquie   | Gabriela Gajanová | 1 min 58 s 79 (SB) |
| 3    | France      | Anaïs Bourgoin    | 1 min 59 s 30      |
| 4    | France      | Léna Kandissounon | 1 min 59 s 81 (SB) |
| 5    | Allemagne   | Majtie Kolberg    | 1 min 59 s 87      |
| 6    | Pologne     | Anna Wielgosz     | 1 min 59 s 99      |
| 7    | Suisse      | Lore Hoffmann     | 2 min 1 s 13       |
| 8    | Pologne     | Angelika Sarna    | 2 min 1 s 21       |

### 1 500 m
| Rang | Pays      | Athlète            | Temps              |
| ---- | --------- | ------------------ | ------------------ |
| 1    | Norvège   | Jakob Ingebrigtsen | 3 min 31 s 95 (CR) |
| 2    | Belgique  | Jochem Vermeulen   | 3 min 33 s 30 (PB) |
| 3    | Italie    | Pietro Arese       | 3 min 33 s 34      |
| 4    | Belgique  | Ruben Verheyden    | 3 min 33 s 40 (PB) |
| 5    | Espagne   | Adel Mechaal       | 3 min 33 s 58      |
| 6    | Autriche  | Raphael Pallitsch  | 3 min 33 s 60      |
| 7    | France    | Azeddine Habz      | 3 min 33 s 70      |
| 8    | Allemagne | Robert Farken      | 3 min 33 s 98      |

| Rang | Pays        | Athlète          | Temps        |
| ---- | ----------- | ---------------- | ------------ |
| 1    | Irlande     | Ciara Mageean    | 4 min 4 s 66 |
| 2    | Royaume-Uni | Georgia Bell     | 4 min 5 s 33 |
| 3    | France      | Agathe Guillemot | 4 min 5 s 69 |
| 4    | Espagne     | Esther Guerrero  | 4 min 6 s 03 |
| 5    | Royaume-Uni | Jemma Reekie     | 4 min 6 s 17 |
| 6    | Espagne     | Marta Pérez      | 4 min 6 s 32 |
| 7    | Irlande     | Sarah Healy      | 4 min 6 s 77 |
| 8    | Portugal    | Salomé Afonso    | 4 min 6 s 80 |

### 5 000 m
| Rang | Pays        | Athlète                  | Temps               |
| ---- | ----------- | ------------------------ | ------------------- |
| 1    | Norvège     | Jakob Ingebrigtsen       | 13 min 20 s 11 (SB) |
| 2    | Royaume-Uni | George Mills             | 13 min 21 s 38      |
| 3    | Suisse      | Dominic Lokinyomo Lobalu | 13 min 21 s 61      |
| 4    | Espagne     | Adel Mechaal             | 13 min 22 s 77      |
| 5    | Espagne     | Thierry Ndikumwenayo     | 13 min 23 s 26      |
| 6    | Serbie      | Elzan Bibić              | 13 min 24 s 54      |
| 7    | Royaume-Uni | James West               | 13 min 24 s 80      |
| 8    | Suisse      | Morgan Le Guen           | 13 min 25 s 08      |

| Rang | Pays      | Athlète                   | Temps               |
| ---- | --------- | ------------------------- | ------------------- |
| 1    | Italie    | Nadia Battocletti         | 14 min 35 s 29 (CR) |
| 2    | Norvège   | Karoline Bjerkeli Grøvdal | 14 min 38 s 62 (SB) |
| 3    | Espagne   | Marta García              | 14 min 44 s 04 (NR) |
| 4    | Pays-Bas  | Maureen Koster            | 14 min 44 s 46 (PB) |
| 5    | Finlande  | Nathalie Blomqvist        | 14 min 44 s 72 (NR) |
| 6    | Allemagne | Hanna Klein               | 14 min 58 s 28 (SB) |
| 7    | Italie    | Federica del Buono        | 15 min 0 s 05 (PB)  |
| 8    | France    | Sarah Madeleine           | 15 min 2 s 56 (PB)  |

### 10 000 m
| Rang | Pays        | Athlète              | Temps          |
| ---- | ----------- | -------------------- | -------------- |
| 1    | Suisse      | Dominic Lobalu       | 28 min 0 s 32  |
| 2    | France      | Yann Schrub          | 28 min 0 s 48  |
| 3    | Espagne     | Thierry Ndikumwenayo | 28 min 0 s 96  |
| 4    | Suède       | Andreas Almgren      | 28 min 1 s 16  |
| 5    | France      | Jimmy Gressier       | 28 min 1 s 42  |
| 6    | Royaume-Uni | Patrick Dever        | 28 min 4 s 43  |
| 7    | Israël      | Tadesse Getahon      | 28 min 9 s 87  |
| 8    | Espagne     | Abdessamad Oukhelfen | 28 min 10 s 97 |

| Rang | Pays        | Athlète            | Temps               |
| ---- | ----------- | ------------------ | ------------------- |
| 1    | Italie      | Nadia Battocletti  | 30 min 51 s 32 (NR) |
| 2    | Pays-Bas    | Diane Van Es       | 30 min 57 s 24 (PB) |
| 3    | Royaume-Uni | Megan Keith        | 31 min 4 s 77       |
| 4    | Italie      | Federica Del Buono | 31 min 25 s 41 (PB) |
| 5    | Slovénie    | Klara Lukan        | 31 min 34 s 90      |
| 6    | Italie      | Elisa Palmero      | 31 min 38 s 45 (PB) |
| 7    | Pays-Bas    | Jasmijn Lau        | 32 min 15 s 91 (PB) |
| 8    | Finlande    | Nina Chydenius     | 32 min 16 s 85 (PB) |

### Semi-marathon

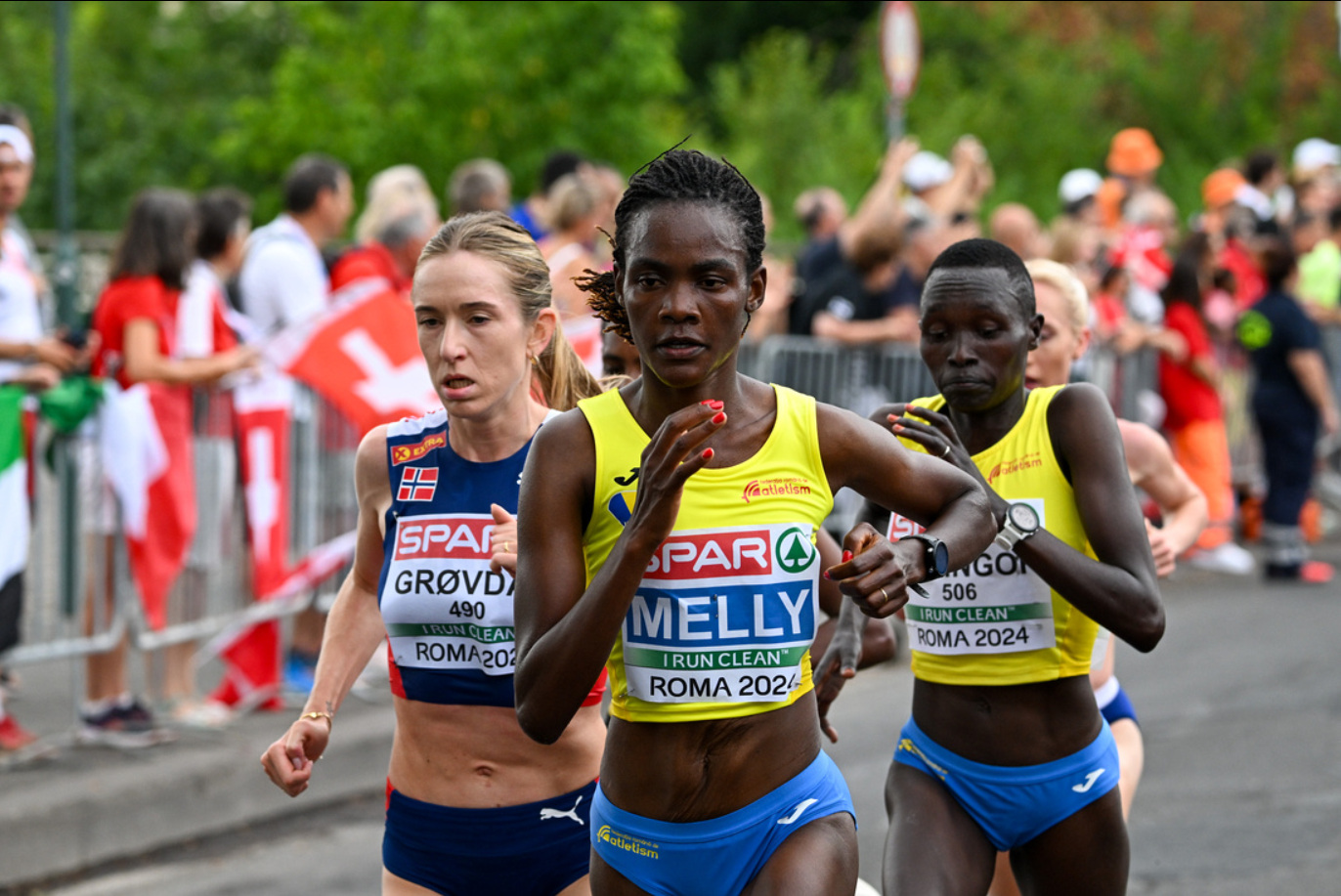
Joan Melly a terminé deuxième, derrière Karoline Bjerkeli Grøvdal.

Individuel
| Rang | Pays      | Athlète              | Temps               |
| ---- | --------- | -------------------- | ------------------- |
| 1    | Italie    | Yemaneberhan Crippa  | 1 h 1 min 3 s (CR)  |
| 2    | Italie    | Pietro Riva          | 1 h 1 min 4 s (SB)  |
| 3    | Allemagne | Amanal Petros        | 1 h 1 min 7 s       |
| 4    | Israël    | Maru Teferi          | 1 h 1 min 10 s (SB) |
| 5    | Allemagne | Samuel Fitwi Sibhatu | 1 h 1 min 17 s (PB) |
| 6    | Italie    | Pasquale Selvarolo   | 1 h 1 min 27 s (SB) |
| 7    | Israël    | Gashau Ayale         | 1 h 1 min 28 s (PB) |
| 8    | Italie    | Eyob Faniel          | 1 h 1 min 29 s (SB) |

| Rang | Pays        | Athlète                   | Temps               |
| ---- | ----------- | ------------------------- | ------------------- |
| 1    | Norvège     | Karoline Bjerkeli Grøvdal | 1 h 8 min 9 s (CR)  |
| 2    | Roumanie    | Joan Chelimo              | 1 h 8 min 55 s      |
| 3    | Royaume-Uni | Calli Hauger-Thackery     | 1 h 8 min 58 s      |
| 4    | Roumanie    | Delvine Relin Meringor    | 1 h 9 min 25 s (SB) |
| 5    | Allemagne   | Melat Yisak Kejeta        | 1 h 9 min 42 s      |
| 6    | Royaume-Uni | Abbie Donnelly            | 1 h 9 min 57 s      |
| 7    | Suisse      | Fabienne Schlumpf         | 1 h 10 min 1 s (SB) |
| 8    | France      | Mekdes Woldu              | 1 h 10 min 4 s (SB) |

Par équipes
| Rang | Pays      | Athlètes | Temps           |
| ---- | --------- | -------- | --------------- |
| 1    | Italie    |          | 3 h 3 min 34 s  |
| 2    | Israël    |          | 3 h 4 min 9 s   |
| 3    | Allemagne |          | 3 h 5 min 33 s  |
| 4    | Espagne   |          | 3 h 6 min 44 s  |
| 5    | Belgique  |          | 3 h 8 min 50 s  |
| 6    | Norvège   |          | 3 h 11 min 29 s |
| 7    | France    |          | 3 h 11 min 48 s |
| 8    | Suisse    |          | 3 h 14 min 3 s  |

| Rang | Pays        | Athlètes | Temps           |
| ---- | ----------- | -------- | --------------- |
| 1    | Royaume-Uni |          | 3 h 29 min 1 s  |
| 2    | Allemagne   |          | 3 h 31 min 59 s |
| 3    | Espagne     |          | 3 h 33 min 16 s |
| 4    | France      |          | 3 h 33 min 17 s |
| 5    | Italie      |          | 3 h 35 min 21 s |
| 6    | Roumanie    |          | 3 h 35 min 28 s |
| 7    | Portugal    |          | 3 h 37 min 16 s |
| 8    | Pologne     |          | 3 h 38 min 3 s  |

### 110 m haies / 100 m haies

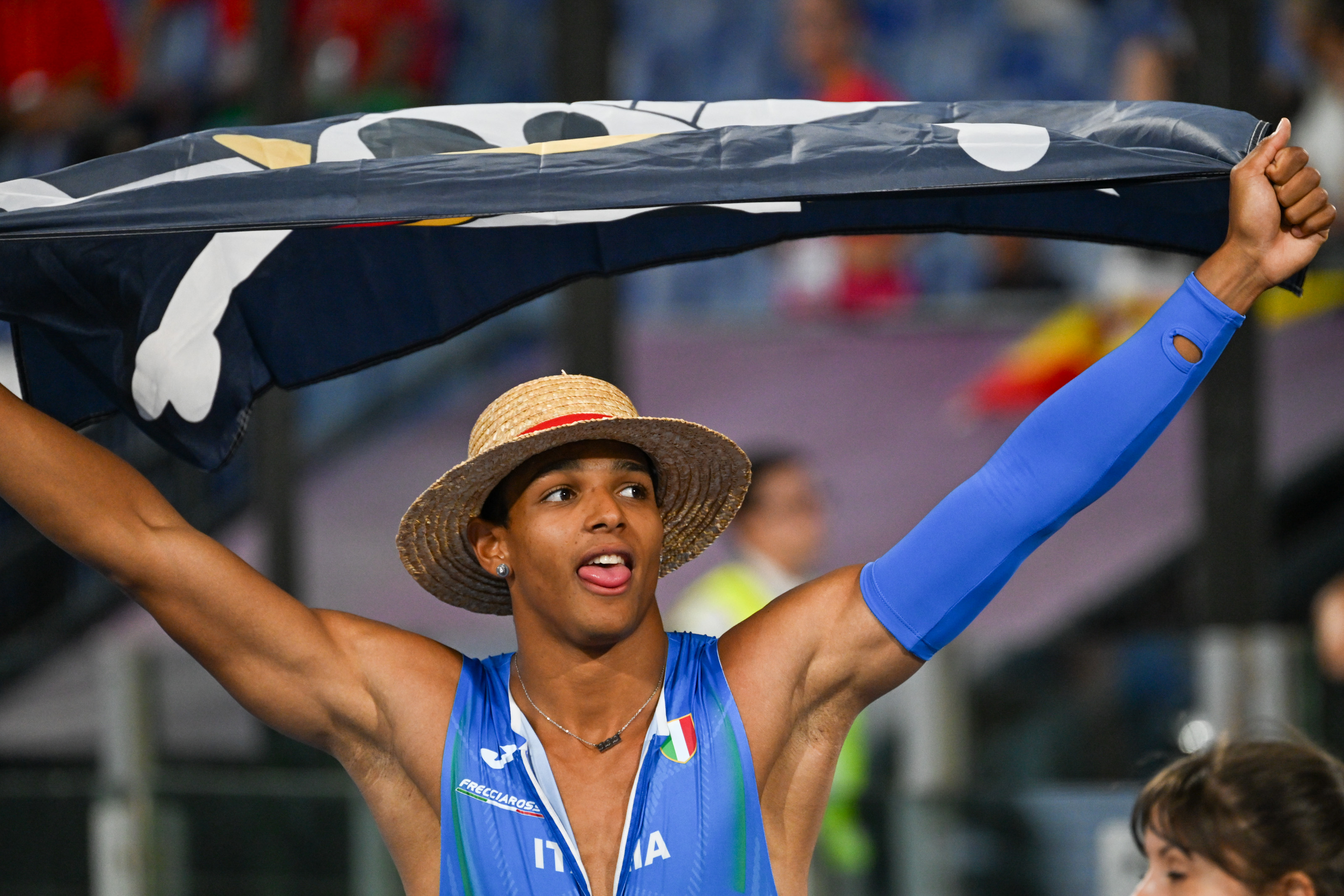
Simonelli a battu le record d'Italie

| Rang | Pays     | Athlète            | Temps            |
| ---- | -------- | ------------------ | ---------------- |
| 1    | Italie   | Lorenzo Simonelli  | 13 s 05 (EL, NR) |
| 2    | Espagne  | Enrique Llopis     | 13 s 16 (PB)     |
| 3    | Suisse   | Jason Joseph       | 13 s 43          |
| 4    | France   | Raphaël Mohamed    | 13 s 45          |
| 4    | Espagne  | Asier Martínez     | 13 s 45          |
| 6    | Belgique | Michael Obasuyi    | 13 s 46          |
| 7    | Finlande | Santeri Kuusiniemi | 13 s 84          |
| 8    | Pologne  | Damian Czykier     | DNF              |
| -    | Belgique | Elie Bacari        | DQ               |

| Rang | Pays        | Athlète             | Temps           |
| ---- | ----------- | ------------------- | --------------- |
| 1    | France      | Cyréna Samba-Mayela | 12 s 31 (CR)    |
| 2    | Suisse      | Ditaji Kambundji    | 12 s 40 (EU23R) |
| 3    | Pologne     | Pia Skrzyszowska    | 12 s 42 (PB)    |
| 4    | Royaume-Uni | Cindy Sember        | 12 s 56 (SB)    |
| 5    | Pays-Bas    | Nadine Visser       | 12 s 72 (SB)    |
| 6    | Finlande    | Reetta Hurske       | 12 s 84         |
| 7    | Irlande     | Sarah Lavin         | 12 s 94         |
| 8    | Slovaquie   | Viktória Forster    | 13 s 25         |

### 400 m haies
| Rang | Pays      | Athlète            | Temps        |
| ---- | --------- | ------------------ | ------------ |
| 1    | Norvège   | Karsten Warholm    | 46 s 98 (CR) |
| 2    | Italie    | Alessandro Sibilio | 47 s 50 (NR) |
| 3    | Suède     | Carl Bengtström    | 47 s 94 (NR) |
| 4    | Estonie   | Rasmus Mägi        | 48 s 13 (SB) |
| 5    | Turquie   | Berke Akçam        | 48 s 17      |
| 6    | Allemagne | Emil Agyekum       | 48 s 42      |
| 7    | Slovénie  | Matic Ian Guček    | 48 s 87      |
| 8    | Pays-Bas  | Nick Smidt         | 49 s 43      |

| Rang | Pays        | Athlète                | Temps        |
| ---- | ----------- | ---------------------- | ------------ |
| 1    | Pays-Bas    | Femke Bol              | 52 s 49 (CR) |
| 2    | France      | Louise Maraval         | 54 s 23 (PB) |
| 3    | Pays-Bas    | Cathelijn Peeters      | 54 s 37      |
| 4    | Tchéquie    | Nikoleta Jíchová       | 54 s 91      |
| 5    | Italie      | Ayomide Folorunso      | 55 s 20      |
| 6    | Norvège     | Line Kloster           | 55 s 29      |
| 7    | Royaume-Uni | Lina Nielsen           | 55 s 65      |
| 8    | Portugal    | Fatoumata Binta Diallo | 55 s 65      |

### 3 000 m steeple
| Rang | Pays      | Athlète            | Temps              |
| ---- | --------- | ------------------ | ------------------ |
| 1    | France    | Alexis Miellet     | 8 min 14 s 01 (PB) |
| 2    | France    | Djilali Bedrani    | 8 min 14 s 36      |
| 3    | Allemagne | Karl Bebendorf     | 8 min 14 s 41 (PB) |
| 4    | Allemagne | Frederik Ruppert   | 8 min 15 s 08 (PB) |
| 5    | Espagne   | Daniel Arce        | 8 min 16 s 70      |
| 6    | France    | Nicolas-Marie Daru | 8 min 19 s 42      |
| 7    | Andorre   | Nahuel Carabaña    | 8 min 21 s 08      |
| 8    | Italie    | Osama Zoghlami     | 8 min 21 s 09      |

| Rang | Pays        | Athlète               | Temps                 |
| ---- | ----------- | --------------------- | --------------------- |
| 1    | France      | Alice Finot           | 9 min 16 s 28 (EL)    |
| 2    | Allemagne   | Gesa Felicitas Krause | 9 min 18 s 06         |
| 3    | Royaume-Uni | Elizabeth Bird        | 9 min 18 s 39 (SB)    |
| 4    | Roumanie    | Stella Rutto          | 9 min 22 s 36 (PB)    |
| 5    | Albanie     | Luiza Gega            | 9 min 22 s 92 (SB)    |
| 6    | Finlande    | Ilona Mononen         | 9 min 23 s 28 (EU23L) |
| 7    | Pologne     | Alicja Konieczek      | 9 min 23 s 28         |
| 8    | Espagne     | Carolina Robles       | 9 min 23 s 75 (PB)    |

### 20 km marche
| Rang | Pays      | Athlète             | Temps                |
| ---- | --------- | ------------------- | -------------------- |
| 1    | Suède     | Perseus Karlström   | 1 h 19 min 13 s      |
| 2    | Espagne   | Paul McGrath        | 1 h 19 min 31 s      |
| 3    | Italie    | Francesco Fortunato | 1 h 19 min 54 s (SB) |
| 4    | France    | Gabriel Bordier     | 1 h 20 min 45 s      |
| 5    | Finlande  | Veli-Matti Partanen | 1 h 20 min 52 s (SB) |
| 6    | Italie    | Riccardo Orsoni     | 1 h 21 min 8 s       |
| 7    | Pologne   | Maher Ben Hilma     | 1 h 21 min 12 s      |
| 8    | Allemagne | Leo Köpp            | 1 h 21 min 19 s      |

| Rang | Pays    | Athlète             | Temps                |
| ---- | ------- | ------------------- | -------------------- |
| 1    | Italie  | Antonella Palmisano | 1 h 28 min 8 s       |
| 2    | Italie  | Valentina Trapletti | 1 h 28 min 37 s (PB) |
| 3    | Ukraine | Lyudmyla Olyanovska | 1 h 28 min 48 s (SB) |
| 4    | Espagne | Laura García-Caro   | 1 h 28 min 48 s      |
| 5    | France  | Camille Moutard     | 1 h 28 min 55 s (PB) |
| 6    | Espagne | Cristina Montesinos | 1 h 29 min 7 s       |
| 7    | France  | Clémence Beretta    | 1 h 29 min 37 s      |
| 8    | France  | Pauline Stey        | 1 h 29 min 54 s      |

### Relais 4 × 100 m

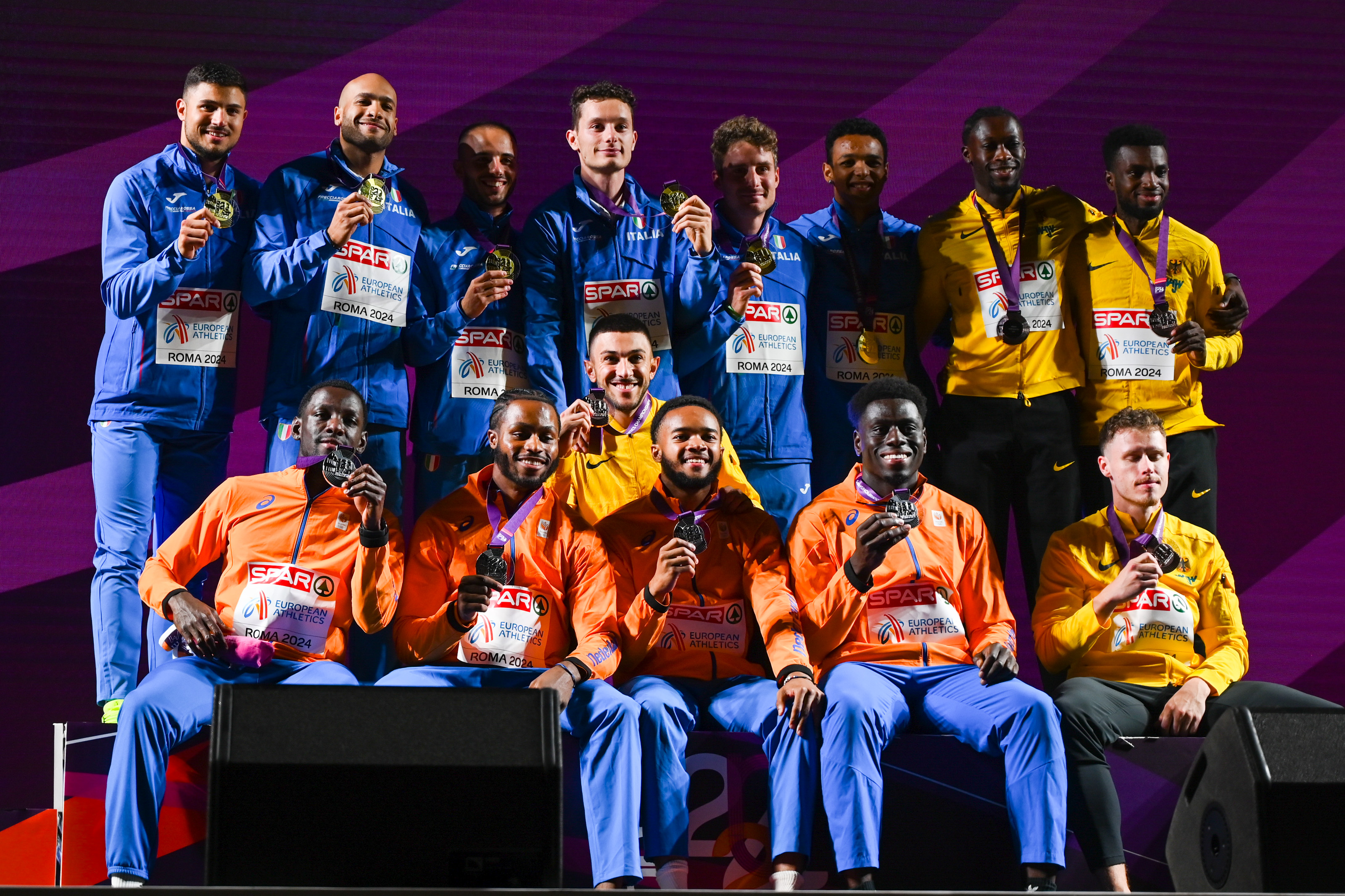
Podium du relais 4 × 100 m masculin

| Rang | Pays      | Athlète                                                                                          | Temps   |
| ---- | --------- | ------------------------------------------------------------------------------------------------ | ------- |
| 1    | Italie    | Matteo Melluzzo, Marcell Jacobs, Lorenzo Patta, Filippo Tortu                                    | 37 s 82 |
| 2    | Pays-Bas  | Elvis Afrifa, Taymir Burnet, Xavi Mo-Ajok, Nsikak Ekpo                                           | 38 s 46 |
| 3    | Allemagne | Kevin Kranz, Owen Ansah, Deniz Almas, Lucas Ansah-Peprah                                         | 38 s 52 |
| 4    | Belgique  | Kobe Vleminckx, Ward Merckx, Antoine Snyders, Simon Verherstraeten                               | 38 s 65 |
| 5    | Suisse    | Pascal Mancini, William Reais, Bradley Lestrade, Timothé Mumenthaler                             | 38 s 68 |
| 6    | Danemark  | Simon Hansen, Emil Mader Kjær, Jacob Hvorup, Frederik Schou-Nielsen                              | 39 s 21 |
| 7    | Grèce     | Vasileios Myrianthopoulos, Nikolaos Panagiotopoulos, Sotirios Gkaragkanis, Ioannis Nyfantopoulos | 39 s 39 |
| 8    | Pologne   | Łukasz Żok, Marek Zakrzewski, Łukasz Żak, Dominik Kopeć                                          | DQ      |

| Rang | Pays        | Athlète                                                                      | Temps   |
| ---- | ----------- | ---------------------------------------------------------------------------- | ------- |
| 1    | Royaume-Uni | Dina Asher-Smith, Desirèe Henry, Amy Hunt, Daryll Neita                      | 41 s 91 |
| 2    | France      | Orlann Oliere, Gémima Joseph, Hélène Parisot, Sarah Richard-Mingas           | 42 s 15 |
| 3    | Pays-Bas    | Nadine Visser, Marije van Hunenstijn, Minke Bisschops, Tasa Jiya             | 42 s 46 |
| 4    | Allemagne   | Sophia Junk, Lisa Mayer, Gina Lückenkemper, Rebekka Haase                    | 42 s 61 |
| 5    | Espagne     | Sonia Molina-Prados, Jaël Bestué, Paula Sevilla, Maria Isabel Pérez          | 42 s 64 |
| 6    | Belgique    | Rani Vicke, Rani Rosius, Elise Mehuys, Janie de Naeyer                       | 43 s 48 |
| 7    | Pologne     | Krystsina Tsimanouskaya, Monika Romaszko, Magdalena Stefanowicz, Ewa Swoboda | DNF     |
| 8    | Suisse      | Géraldine Frey, Salomé Kora, Léonie Pointet, Sara Atcho-Jaquier              | DQ      |

### Relais 4 × 400 m

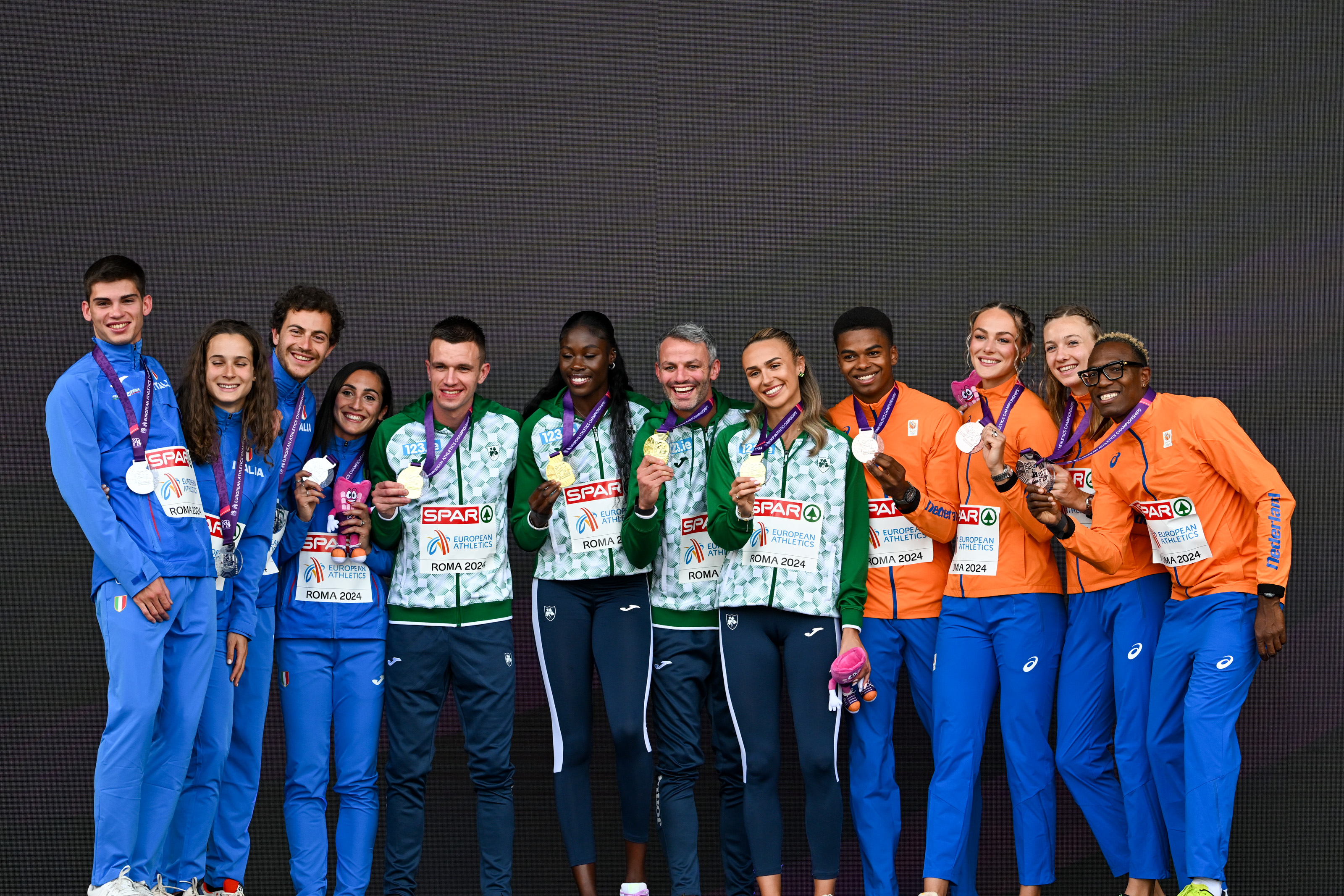
Podium du relais mixte 4x400

| Rang | Pays        | Athlètes                                                           | Temps              |
| ---- | ----------- | ------------------------------------------------------------------ | ------------------ |
| 1    | Belgique    | Jonathan Sacoor, Robin Vanderbemden, Dylan Borlée, Alexander Doom  | 2 min 59 s 84 (EL) |
| 2    | Italie      | Luca Sito, Vladimir Aceti, Riccardo Meli, Edoardo Scotti           | 3 min 0 s 81 (SB)  |
| 3    | Allemagne   | Manuel Sanders, Jean Paul Bredau, Marc Koch, Emil Agyekum          | 3 min 0 s 82 (SB)  |
| 4    | France      | Gilles Biron, Yann Spillmann, Muhammad Abdallah Kounta, Téo Andant | 3 min 1 s 43       |
| 5    | Espagne     | Iñaki Cañal, Manuel Guijarro, David García, Óscar Husillos         | 3 min 1 s 44 (SB)  |
| 6    | Portugal    | Ricardo Dos Santos, Ericsson Tavares, João Coelho, Omar Elkhatib   | 3 min 1 s 89 (NR)  |
| 7    | Royaume-Uni | Toby Harries, Michael Ohioze, Lewis Davey, Alex Haydock-Wilson     | 3 min 1 s 89       |
| 8    | Hongrie     | Ernõ Steigerwald, Patrik Simon Enyingi, Zoltán Wahl, Attila Molnár | 3 min 2 s 10       |

| Rang | Pays      | Athlètes                                                                    | Temps              |
| ---- | --------- | --------------------------------------------------------------------------- | ------------------ |
| 1    | Pays-Bas  | Lieke Klaver, Cathelijn Peeters, Lisanne de Witte, Femke Bol                | 3 min 22 s 39 (EL) |
| 2    | Irlande   | Sophie Becker, Rhasidat Adeleke, Phil Healy, Sharlene Mawdsley              | 3 min 22 s 71 (NR) |
| 3    | Belgique  | Naomi Van Den Broeck, Imke Vervaet, Cynthia Bolingo, Helena Ponette         | 3 min 22 s 95 (SB) |
| 4    | Italie    | Ilaria Elvira Accame, Giancarla Trevisan, Anna Polinari, Alice Mangione     | 3 min 23 s 40 (NR) |
| 5    | France    | Sounkamba Sylla, Louise Maraval, Alexe Deau, Amandine Brossier              | 3 min 23 s 77 (SB) |
| 6    | Pologne   | Kinga Gacka, Marika Popowicz-Drapała, Iga Baumgart-Witan, Natalia Kaczmarek | 3 min 23 s 91 (SB) |
| 7    | Espagne   | Carmen Avilés, Berta Segura, Eva Santidrián, Blanca Hervas                  | 3 min 26 s 94      |
| 8    | Allemagne | Skadi Schier, Alica Schmidt, Luna Bulmahn, Eileen Demes                     | 3 min 27 s 11      |

| Rang | Pays        | Athlètes                                                                       | Temps              |
| ---- | ----------- | ------------------------------------------------------------------------------ | ------------------ |
| 1    | Irlande     | Christopher O'Donnell, Rhasidat Adeleke, Thomas Barr, Sharlene Mawdsley        | 3 min 9 s 92 (CR)  |
| 2    | Italie      | Luca Sito, Anna Polinari, Edoardo Scotti, Alice Mangione                       | 3 min 10 s 69 (NR) |
| 3    | Pays-Bas    | Liemarvin Bonevacia, Lieke Klaver, Isaya Klein Ikkink, Femke Bol               | 3 min 10 s 73 (SB) |
| 4    | Belgique    | Jonathan Sacoor, Naomi Van Den Broeck, Alexander Doom, Helena Ponette          | 3 min 11 s 03 (NR) |
| 5    | Royaume-Uni | Charlie Carvell, Hannah Kelly, Lewis Davey, Emily Newnham                      | 3 min 13 s 97      |
| 6    | Tchéquie    | Matěj Krsek, Lada Vondrová, Vit Müller, Barbora Malíková                       | 3 min 14 s 24 (SB) |
| 7    | Pologne     | Karol Zalewski, Marika Popowicz-Drapała, Maksymilian Swed, Aleksandra Formella | 3 min 15 s 32      |
| -    | France      | Wilfried Happio, Sounkamba Sylla, Muhammad Abdallah Kounta, Louise Maraval     | DQ                 |

### Saut en hauteur

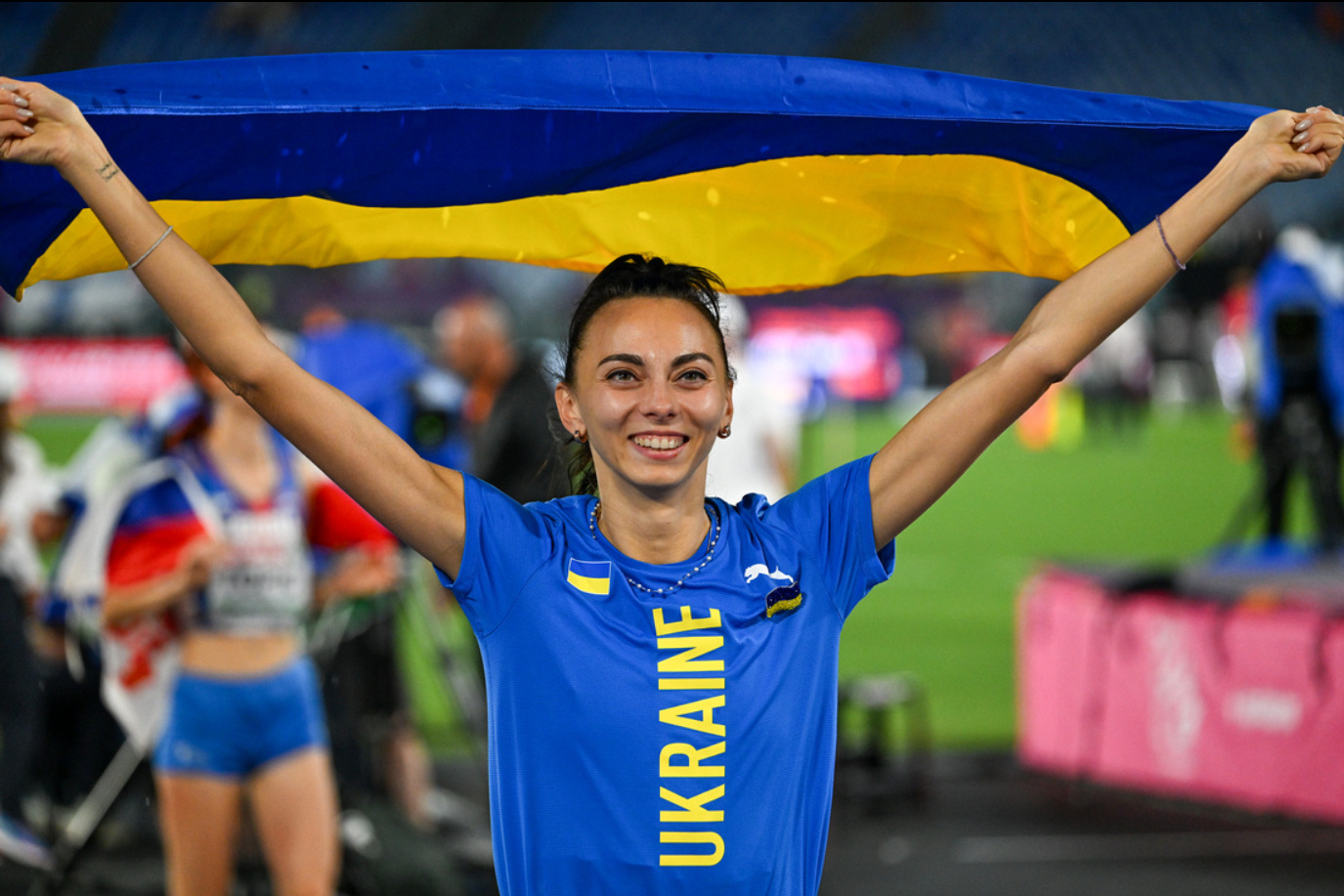
Yaroslava Mahuchikh s'impose en sautant au-delà de 2m.

| Rang | Pays     | Athlète           | Marque      |
| ---- | -------- | ----------------- | ----------- |
| 1    | Italie   | Gianmarco Tamberi | 2,37 m (CR) |
| 2    | Ukraine  | Vladyslav Lavskyy | 2,29 m (PB) |
| 3    | Ukraine  | Oleh Doroshchuk   | 2,26 m      |
| 4    | Belgique | Thomas Carmoy     | 2,26 m (SB) |
| 5    | Tchéquie | Jan Štefela       | 2,26 m      |
| 6    | Italie   | Stefano Sottile   | 2,22 m      |
| 6    | Pologne  | Norbert Kobielski | 2,22 m      |
| 6    | Italie   | Manuel Lando      | 2,22 m      |

| Rang | Pays        | Athlète             | Marque      |
| ---- | ----------- | ------------------- | ----------- |
| 1    | Ukraine     | Yaroslava Mahuchikh | 2,01 m      |
| 2    | Serbie      | Angelina Topić      | 1,97 m      |
| 3    | Ukraine     | Iryna Gerashchenko  | 1,95 m (SB) |
| 4    | Bulgarie    | Mirela Demireva     | 1,93 m (SB) |
| 5    | Finlande    | Ella Junnila        | 1,93 m (SB) |
| 6    | Royaume-Uni | Morgan Lake         | 1,90 m      |
| 6    | France      | Nawal Meniker       | 1,90 m      |
| 8    | Allemagne   | Imke Onnen          | 1,90 m      |

### Saut à la perche
| Rang | Pays      | Athlète           | Marque      |
| ---- | --------- | ----------------- | ----------- |
| 1    | Suède     | Armand Duplantis  | 6,10 m (CR) |
| 2    | Grèce     | Emmanouíl Karalís | 5,87 m (PB) |
| 3    | Turquie   | Ersu Şaşma        | 5,82 m (SB) |
| 3    | Allemagne | Oleg Zernikel     | 5,82 m (SB) |
| 5    | France    | Thibaut Collet    | 5,82 m      |
| 6    | Pologne   | Piotr Lisek       | 5,75 m      |
| 6    | Allemagne | Torben Blech      | 5,75 m      |
| 8    | Pays-Bas  | Menno Vloon       | 5,75 m      |

| Rang | Pays        | Athlète             | Marque      |
| ---- | ----------- | ------------------- | ----------- |
| 1    | Suisse      | Angelica Moser      | 4,78 m (NR) |
| 2    | Grèce       | Ekateríni Stefanídi | 4,73 m (SB) |
| 3    | Royaume-Uni | Molly Caudery       | 4,73 m      |
| 4    | Tchéquie    | Amálie Švábíková    | 4,58 m      |
| 4    | Finlande    | Elina Lampela       | 4,58 m      |
| 6    | Italie      | Elisa Molinarolo    | 4,58 m      |
| 7    | Italie      | Roberta Bruni       | 4,58 m      |
| 8    | Finlande    | Wilma Murto         | 4,43 m      |

### Saut en longueur
| Rang | Pays        | Athlète              | Marque              |
| ---- | ----------- | -------------------- | ------------------- |
| 1    | Grèce       | Miltiádis Tedóglou   | 8,65 m (CR, WL, PB) |
| 2    | Italie      | Mattia Furlani       | 8,38 m (WU20R)      |
| 3    | Suisse      | Simon Ehammer        | 8,31 m              |
| 4    | Royaume-Uni | Jacob Fincham-Dukes  | 8,12 m              |
| 5    | France      | Tom Campagne         | 8,08 m (SB)         |
| 6    | Bulgarie    | Bojidar Sarăboyoukov | 8,08 m              |
| 7    | Tchéquie    | Petr Meindlschmid    | 8,03 m              |
| 8    | Allemagne   | Luka Herden          | 8,01 m              |

| Rang | Pays      | Athlète           | Marque      |
| ---- | --------- | ----------------- | ----------- |
| 1    | Allemagne | Malaika Mihambo   | 7,22 m (WL) |
| 2    | Italie    | Larissa Iapichino | 6,94 m      |
| 3    | Portugal  | Agate de Sousa    | 6,91 m (SB) |
| 4    | Allemagne | Mikaelle Assani   | 6,91 m (PB) |
| 5    | France    | Hilary Kpatcha    | 6,88 m (PB) |
| 6    | Suisse    | Annik Kälin       | 6,82 m (PB) |
| 7    | Bulgarie  | Plamena Mitkova   | 6,80 m (PB) |
| 8    | Espagne   | Fátima Diame      | 6,69 m      |

### Triple saut
| Rang | Pays      | Athlète              | Marque       |
| ---- | --------- | -------------------- | ------------ |
| 1    | Espagne   | Jordan Díaz          | 18,18 m (CR) |
| 2    | Portugal  | Pedro Pichardo       | 18,04 m (NR) |
| 3    | France    | Thomas Gogois        | 17,38 m (PB) |
| 4    | Portugal  | Tiago Pereira        | 17,08 m (SB) |
| 5    | Allemagne | Max Heß              | 17,04 m (SB) |
| 6    | France    | Jean-Marc Pontvianne | 17,04 m      |
| 7    | Italie    | Emmanuel Ihemeje     | 16,92 m      |
| 8    | Italie    | Andrea Dallavalle    | 16,90 m (SB) |

| Rang | Pays     | Athlète                | Marque       |
| ---- | -------- | ---------------------- | ------------ |
| 1    | Espagne  | Ana Peleteiro-Compaoré | 14,85 m (EL) |
| 2    | Turquie  | Tuğba Danışmaz         | 14,57 m (NR) |
| 3    | France   | Ilionis Guillaume      | 14,43 m (PB) |
| 4    | Bulgarie | Aleksandra Nacheva     | 14,35 m (PB) |
| 5    | Roumanie | Diana Ana Maria Ion    | 14,23 m (PB) |
| 6    | Bulgarie | Gabriela Petrova       | 14,16 m      |
| 7    | Slovénie | Neja Filipič           | 14,12 m      |
| 8    | Italie   | Dariya Derkach         | 14,03 m      |

### Lancer du poids
| Rang | Pays        | Athlète          | Marque       |
| ---- | ----------- | ---------------- | ------------ |
| 1    | Italie      | Leonardo Fabbri  | 22,45 m (CR) |
| 2    | Croatie     | Filip Mihaljević | 21,20 m      |
| 3    | Pologne     | Michał Haratyk   | 20,94 m      |
| 4    | Royaume-Uni | Scott Lincoln    | 20,88 m      |
| 5    | Tchéquie    | Tomáš Staněk     | 20,88 m      |
| 6    | Luxembourg  | Bob Bertemes     | 20,86 m      |
| 7    | Roumanie    | Andrei Toader    | 20,43 m      |
| 8    | Norvège     | Marcus Thomsen   | 20,42 m      |

| Rang | Pays      | Athlète             | Marque       |
| ---- | --------- | ------------------- | ------------ |
| 1    | Pays-Bas  | Jessica Schilder    | 18,77 m      |
| 2    | Pays-Bas  | Jorinde van Klinken | 18,67 m (SB) |
| 3    | Allemagne | Yemisi Ogunleye     | 18,62 m      |
| 4    | Allemagne | Alina Kenzel        | 18,55 m      |
| 5    | Espagne   | María Belén Toimil  | 18,43 m      |
| 6    | Suède     | Fanny Roos          | 18,26 m      |
| 7    | Allemagne | Julia Ritter        | 18,18 m      |
| 8    | Suède     | Sara Lennman        | 18,16 m      |

### Lancer du disque
| Rang | Pays        | Athlète             | Marque  |
| ---- | ----------- | ------------------- | ------- |
| 1    | Slovénie    | Kristjan Čeh        | 68,08 m |
| 2    | Autriche    | Lukas Weißhaidinger | 67,70 m |
| 3    | Lituanie    | Mykolas Alekna      | 67,48 m |
| 4    | Suède       | Daniel Ståhl        | 66,84 m |
| 5    | Allemagne   | Henrik Janssen      | 65,48 m |
| 6    | Allemagne   | Clemens Prüfer      | 64,60 m |
| 7    | Lituanie    | Andrius Gudžius     | 64,43 m |
| 8    | Royaume-Uni | Lawrence Okoye      | 63,48 m |

| Rang | Pays      | Athlète              | Marque       |
| ---- | --------- | -------------------- | ------------ |
| 1    | Croatie   | Sandra Elkasević     | 67,04 m (SB) |
| 2    | Pays-Bas  | Jorinde van Klinken  | 65,99 m (SB) |
| 3    | Portugal  | Liliana Cá           | 64,53 m      |
| 4    | Portugal  | Irina Rodrigues      | 62,76 m      |
| 5    | Allemagne | Claudine Vita        | 62,65 m      |
| 6    | Allemagne | Shanice Craft        | 61,73 m      |
| 7    | France    | Mélina Robert-Michon | 61,65 m      |
| 8    | Croatie   | Marija Tolj          | 61,42 m      |

### Lancer du marteau
| Rang | Pays      | Athlète          | Marque       |
| ---- | --------- | ---------------- | ------------ |
| 1    | Pologne   | Wojciech Nowicki | 80,95 m (SB) |
| 2    | Hongrie   | Bence Halász     | 80,49 m (SB) |
| 3    | Ukraine   | Mykhaylo Kokhan  | 80,18 m      |
| 4    | Allemagne | Merlin Hummel    | 79,25 m      |
| 5    | France    | Yann Chaussinand | 78,37 m      |
| 6    | Pologne   | Paweł Fajdek     | 77,50 m (SB) |
| 7    | Norvège   | Eivind Henriksen | 76,51 m (SB) |
| 8    | Croatie   | Matija Gregurić  | 75,47 m (PB) |

| Rang | Pays        | Athlète               | Marque       |
| ---- | ----------- | --------------------- | ------------ |
| 1    | Italie      | Sara Fantini          | 74,18 m (SB) |
| 2    | Pologne     | Anita Włodarczyk      | 72,92 m (SB) |
| 3    | France      | Rose Loga             | 72,68 m (PB) |
| 4    | Finlande    | Silja Kosonen         | 72,06 m      |
| 5    | Danemark    | Katrine Koch Jacobsen | 70,57 m      |
| 6    | Moldavie    | Zalina Marghieva      | 70,57 m      |
| 7    | Pologne     | Malwina Kopron        | 69,72 m      |
| 8    | Royaume-Uni | Anna Purchase         | 69,24 m      |

### Lancer du javelot
| Rang | Pays      | Athlète            | Marque       |
| ---- | --------- | ------------------ | ------------ |
| 1    | Tchéquie  | Jakub Vadlejch     | 88,65 m (SB) |
| 2    | Allemagne | Julian Weber       | 85,94 m      |
| 3    | Finlande  | Oliver Helander    | 85,75 m (SB) |
| 4    | Lituanie  | Edis Matusevičius  | 83,96 m      |
| 5    | France    | Teuraiterai Tupaia | 82,98 m      |
| 6    | Finlande  | Lassi Etelätalo    | 82,80 m (SB) |
| 7    | Lettonie  | Patriks Gailums    | 82,28 m      |
| 8    | Ukraine   | Artur Felfner      | 81,38 m      |

| Rang | Pays      | Athlète            | Marque          |
| ---- | --------- | ------------------ | --------------- |
| 1    | Autriche  | Victoria Hudson    | 64,62 m         |
| 2    | Serbie    | Adriana Vilagoš    | 64,42 m (EU23L) |
| 3    | Norvège   | Marie-Therese Obst | 63,50 m (PB)    |
| 4    | Allemagne | Christin Hussong   | 61,92 m (SB)    |
| 5    | Tchéquie  | Nikola Ogrodníková | 61,78 m (SB)    |
| 6    | Grèce     | Elína Tzéngko      | 59,46 m         |
| 7    | Lettonie  | Anete Sietiņa      | 59,34 m         |
| 8    | Lettonie  | Līna Mūze-Sirmā    | 58,58 m         |

### Décathlon/Heptathlon
| Rang | Pays      | Athlète           | Points            |
| ---- | --------- | ----------------- | ----------------- |
| 1    | Estonie   | Johannes Erm      | 8 764 pts (WL)    |
| 2    | Norvège   | Sander Skotheim   | 8 635 pts (EU23L) |
| 3    | France    | Makenson Gletty   | 8 606 pts (PB)    |
| 4    | Allemagne | Niklas Kaul       | 8 547 pts (SB)    |
| 5    | France    | Kevin Mayer       | 8 476 pts (SB)    |
| 6    | Italie    | Dario Dester      | 8 235 pts (NR)    |
| 7    | Allemagne | Manuel Eitel      | 8 212 pts (SB)    |
| 8    | Belgique  | Jente Hauttekeete | 8 156 pts (PB)    |

| Rang | Pays        | Athlète               | Points         |
| ---- | ----------- | --------------------- | -------------- |
| 1    | Belgique    | Nafissatou Thiam      | 6 848 pts (CR) |
| 2    | France      | Auriana Lazraq-Khlass | 6 635 pts (PB) |
| 3    | Belgique    | Noor Vidts            | 6 596 pts (PB) |
| 4    | Suisse      | Annik Kälin           | 6 490 pts      |
| 5    | Pays-Bas    | Sofie Dokter          | 6 418 pts      |
| 6    | Italie      | Sveva Gerevini        | 6 379 pts (NR) |
| 7    | Royaume-Uni | Jade O'Dowda          | 6 314 pts (PB) |
| 8    | Hongrie     | Xénia Krizsán         | 6 218 pts      |

## Tableau des médailles
- Pays organisateur (Italie)

| Rang | Nation      | Or | Argent | Bronze | Total |
| ---- | ----------- | -- | ------ | ------ | ----- |
| 1    | Italie      | 11 | 9      | 4      | 24    |
| 2    | France      | 4  | 5      | 7      | 16    |
| 3    | Royaume-Uni | 4  | 4      | 5      | 13    |
| 4    | Norvège     | 4  | 2      | 1      | 7     |
| 5    | Suisse      | 4  | 1      | 4      | 9     |
| 6    | Pays-Bas    | 3  | 4      | 5      | 12    |
| 7    | Belgique    | 3  | 1      | 2      | 6     |
| 8    | Espagne     | 2  | 3      | 3      | 8     |
| 9    | Pologne     | 2  | 2      | 2      | 6     |
| 10   | Irlande     | 2  | 2      | 0      | 4     |
| 11   | Suède       | 2  | 0      | 1      | 3     |
| 12   | Allemagne   | 1  | 3      | 7      | 11    |
| 13   | Grèce       | 1  | 2      | 0      | 3     |
| 14   | Ukraine     | 1  | 1      | 4      | 6     |
| 15   | Autriche    | 1  | 1      | 0      | 2     |
| 15   | Croatie     | 1  | 1      | 0      | 2     |
| 17   | Tchéquie    | 1  | 0      | 0      | 1     |
| 17   | Estonie     | 1  | 0      | 0      | 1     |
| 17   | Slovénie    | 1  | 0      | 0      | 1     |
| 20   | Serbie      | 0  | 2      | 0      | 2     |
| 21   | Portugal    | 0  | 1      | 2      | 3     |
| 22   | Turquie     | 0  | 1      | 1      | 2     |
| 23   | Hongrie     | 0  | 1      | 0      | 1     |
| 23   | Israël      | 0  | 1      | 0      | 1     |
| 23   | Roumanie    | 0  | 1      | 0      | 1     |
| 23   | Slovaquie   | 0  | 1      | 0      | 1     |
| 27   | Finlande    | 0  | 0      | 1      | 1     |
| 27   | Lituanie    | 0  | 0      | 1      | 1     |
|      | TOTAL       | 49 | 49     | 50     | 148   |

## Primes
Pour la première fois de son histoire, et afin d'encourager la participation des athlètes dans une saison qui comporte les Jeux olympiques, l'Association européenne d'athlétisme attribue des primes à l'occasion d'une épreuve qu'elle organise. Le montant total s'élève à 500 000 €, réparti en dix primes de 50 000 € dans les cinq familles d’épreuves : sprint et haies, demi-fond et fond, lancers, sauts, route et épreuves combinées,. Les athlètes masculins et féminins ayant réalisé la meilleure performance à la table de cotation de l’athlétisme international pour chacune de ces familles d'épreuves et qui remportent ce chèque de 50 000 € sont :
- Sprint/haies : Karsten Warholm et Femke Bol
- Demi-fond et fond : Jakob Ingebrigtsen et Nadia Battocletti
- Lancers : Leonardo Fabbri et Sandra Perković Elkasević
- Sauts : Armand Duplantis et Malaika Mihambo
- Courses sur route et épreuves combinées : Johannes Erm et Nafissatou Thiam

## Légende
Records et Performances
- AR : Record continental (area record)
- CR : Record des championnats (championship record)
- MR : Record du meeting (meet record)
- NR : Record national (national record)
- OR : Record olympique (olympic record)
- PR : Record paralympique (paralympic record)
- PB : Record personnel (personal best)
- SB : Meilleure performance personnelle de la saison (season's best)
- WL : Meilleure performance mondiale de l'année (world leader)
- WJR : Record du monde junior (world junior record)
- WR : Record du monde (world record)

Circonstances et Conditions
- DNF : N'a pas terminé (did not finish)
- DNS : N'a pas pris le départ (did not start)
- DQ : Disqualification (disqualification)
- NM : Aucun essai valable enregistré (No Mark)
- Q : Qualifié « directement » au prochain tour (ou à la prochaine compétition), lors d'une compétition majeure, grâce au classement ou à la réalisation des minima (automatic qualifier)
- q : Qualifié au prochain tour (ou à la prochaine compétition), lors d'une compétition majeure, grâce au repêchage ou à la réalisation de l'une des meilleures performances parmi celles des « non qualifiés directement » (grâce au meilleur temps ou à la meilleure distance par exemple) (secondary qualifier)